# Planificación urbana en países de ideología socialista
La planificación urbana en los países del Bloque Soviético durante la época de la Guerra Fría fue dictada por motivos ideológicos, políticos, sociales y económicos. A diferencia del desarrollo urbano en los países occidentales, la planificación de estilo soviético a menudo exigía el rediseño completo de las ciudades.
Este pensamiento se reflejó en el diseño urbano de todos los países comunistas, que se extendió hasta China y Corea del Norte (Pionyang). La mayoría de los regímenes comunistas ejecutaron una forma de desarrollo cuyo control estaba centralizado y cuyos métodos simplificados de construcción estaban descritos en las directrices soviéticas ya al final del período estalinista. La planificación comunista resultó en la construcción de núcleos de urbanización virtualmente idénticos en muchas naciones, a pesar de las diferencias en los detalles propias de cada país.
Las ciudades de estilo soviético a menudo toman las ideas modernistas en arquitectura, por ejemplo las de Le Corbusier y sus planes para París. Los núcleos habitacionales generalmente se desarrollan mediante bloques de viviendas ubicados en entornos abiertos ajardinados. Se utilizan sistemas constructivos estandarizados, con elementos y materiales semielaborados producidos en serie en cortos períodos de tiempo, y utilizando paneles estructurales industrializados.

## Primeras etapas de la planificación urbana en los países comunistas
Muchos países de Europa Oriental sufrieron daños físicos durante la Segunda Guerra Mundial y sus economías se encontraban muy deterioradas. Existía la necesidad de reconstruir ciudades que habían sido severamente dañadas. Por ejemplo Varsovia, Polonia, prácticamente había sido arrasada por la destrucción planificada y ejecutada por las fuerzas alemanas luego del levantamiento de 1944. El centro de Dresde, Alemania, había sido totalmente destruido por el bombardeo de 1945. Stalingrado había sido destruida en gran parte y solo quedaba un pequeño número de estructuras en pie.
La antigua ciudad de Minsk, tercera en cuanto a la gravedad de su destrucción luego de Varsovia y Berlín, fue objeto de ataques que destruyeron el 70% de las viviendas y el 80% de la infraestructura urbana. El plan de reconstrucción diseñado en 1946 y ejecutado en los años siguientes creó un paisaje urbano asimilable al modelo soviético de las "Ciudades Ideales" 

“...que caracterizaban por sus amplias arterias, sus grandes espacios verdes, la majestad y la multiplicidad de los edificios colectivos situados en los puntos centrales, la ausencia de segregación social y de  diferencia en la arquitectura de los diversos barrios”

Los recursos financieros de los países del este de Europa, después de la nacionalización de la industria y de la tierra, se encontraban bajo el control total del gobierno. Todo el desarrollo y la inversión tenían que ser financiados por el Estado. Según la ideología comunista, la primera prioridad era construir una industria socialista.

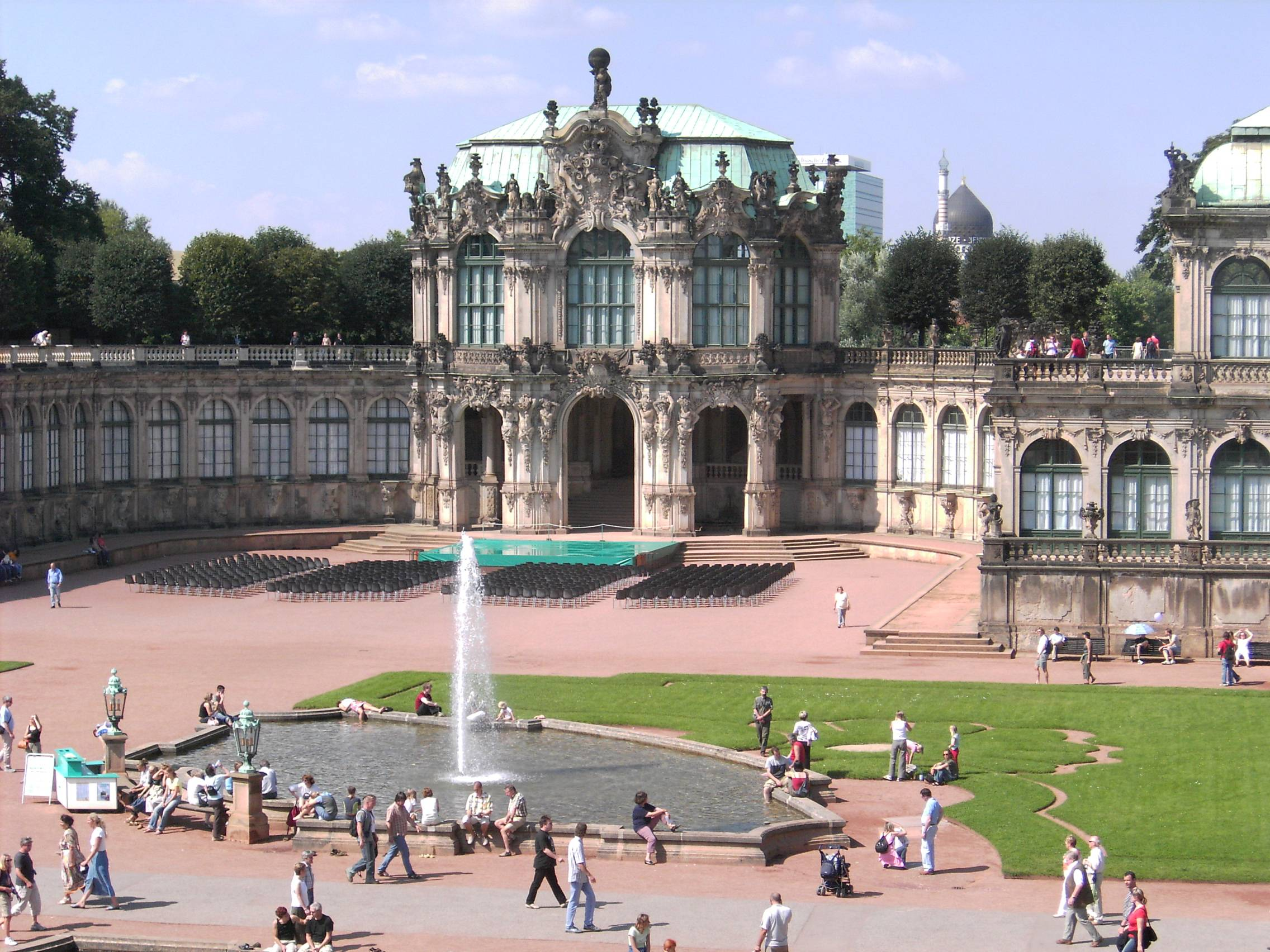
Zwinger, en Dresde, recuperado a su aspecto original

Por lo tanto, durante los primeros diez a quince años, la mayoría de los recursos se destinaron al desarrollo de la industria y la reconstrucción de las ciudades destruidas. En la mayoría de los casos, esta reconstrucción se ejecutó sin planificación urbana por varias razones. En primer lugar, la reconstrucción tenía que comenzar inmediatamente ya que no había tiempo suficiente para desarrollar un plan detallado. En segundo lugar, el poder humano y la experiencia para desarrollar planes urbanos en grandes cantidades no estaban disponibles.
A menudo, las ciudades destruidas no fueron reconstruidas con sus características anteriores. Más bien, se construyeron ciudades completamente nuevas siguiendo los principios del socialismo soviético. Sin embargo, fueron reconstruidas las estructuras históricamente significativas en algunas grandes ciudades. Los expertos trabajaron para que la restauración se asemejara al original tanto como fuera posible. Por ejemplo, el antiguo centro de Varsovia, el Zwinger de Dresde y muchos edificios históricos de Budapest fueron restaurados y recuperaron su belleza de antes de la guerra.
Una excepción notable es el edificio del Teatro Nacional de Bucarest, Rumania, que fue dañado por los bombardeos en agosto de 1944. Aunque parte del edificio aún estaba en pie, después de asumir el poder completo en 1947, las autoridades comunistas decidieron derribar los restos del edificio.

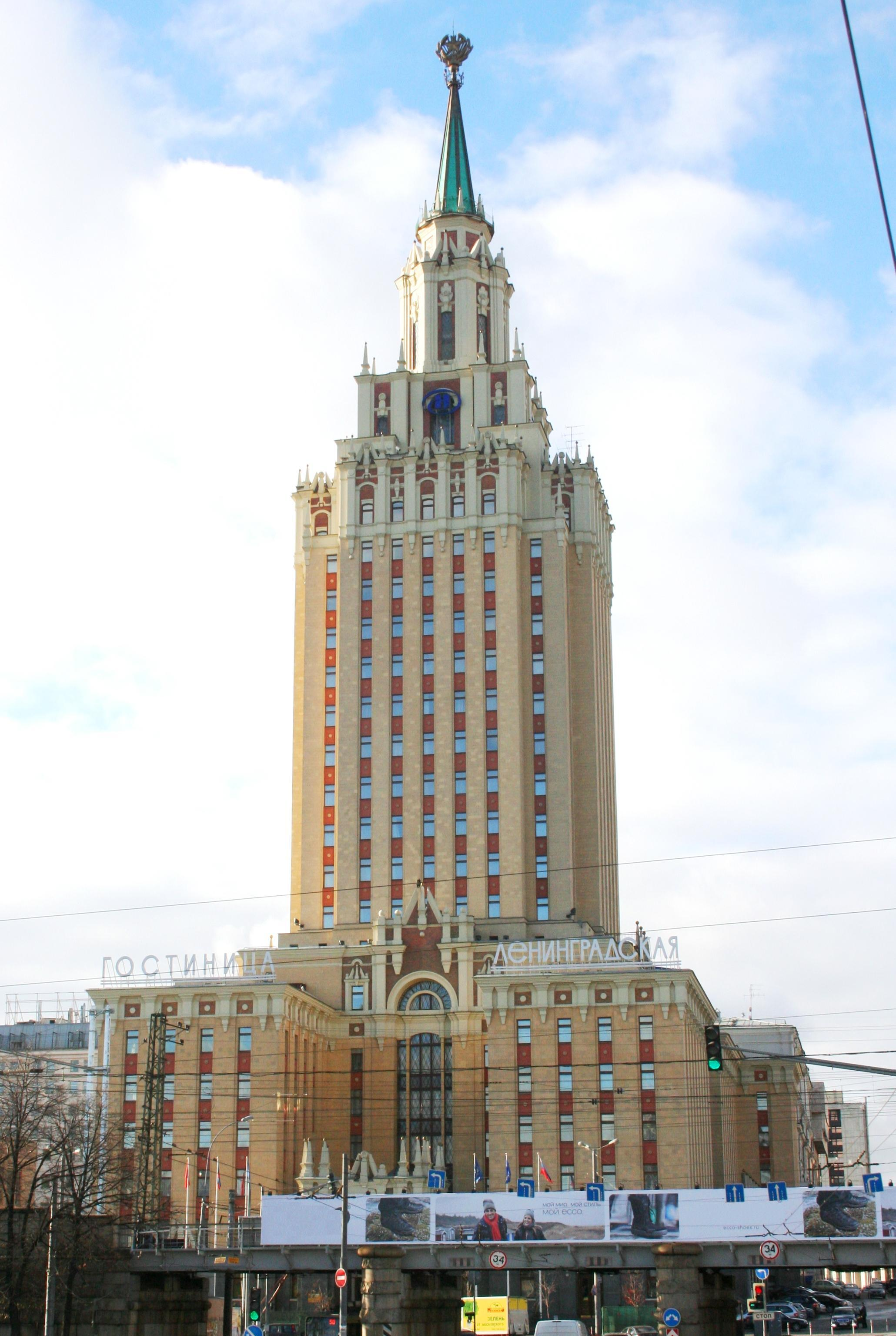
Hotel Leningrado

A fines de la década de 1940, la URSS desarrolló un nuevo tipo de rascacielos. Los primeros edificios de este tipo se construyeron en Moscú: la Universidad Estatal de Moscú, el edificio Kotelnicheskaya Embankment, el edificio de la plaza Kudrinskaya, el Hotel Leningrado, el Hotel Ucrania y el Ministerio de Asuntos Exteriores, entre otros. Estos edificios fueron reproducidos en algunos otros países; los principales ejemplos son el Palacio de la Cultura y la Ciencia en Varsovia y la Casa Presei Libere en Bucarest. El Stalin Allee (posteriormente llamado Karl-Marx-Allee) en Berlín oriental también estaba flanqueado por edificios que tenían el mismo estilo estalinista, aunque con un concepto diferente al de los rascacielos de Moscú. Estos edificios son principalmente ejemplos de un nuevo estilo arquitectónico, pero no involucraron la planificación urbana en gran medida, y no existe un vínculo conceptual visible entre estos edificios y su vecindario.
La construcción de estos edificios requirió la demolición de las estructuras que estaban ubicadas en sus sitios. El caso más notorio fue la demolición de la Catedral de Cristo Salvador, erigida en Moscú como un monumento conmemorativo de la derrota de Napoleón. El sitio fue requerido para levantar el Palacio de los Sóviets, que nunca fue construido. La demolición de edificios históricos, especialmente iglesias, para dar paso a las nuevas estructuras comunistas fue un rasgo general del urbanismo comunista. Un ejemplo más reciente fue la demolición de partes históricas de Bucarest por Nicolae Ceauşescu, cuyo objetivo era reconstruir la capital en un estilo realista socialista.
La industrialización atrajo a más personas de las áreas rurales a las ciudades. Como después de la guerra se habían construido pocas nuevas unidades, la escasez de viviendas, que ya era grave, empeoró. Eventualmente, la escasez crónica de viviendas y la sobrepoblación requirieron un vasto programa de nuevas construcciones. Como resultado, la mayoría de los países comunistas adoptaron la solución utilizada en la URSS que establecía límites estrictos en el espacio habitacional al que cada persona tenía derecho. En general, cada persona tenía derecho a unos 9 a 10 m² (100 pies cuadrados). A menudo, más de una persona compartían la misma habitación. Dos o más generaciones de la misma familia a menudo compartían un apartamento originalmente construido para una sola familia nuclear, (una pareja con sus hijos menores de edad). No había espacio destinado a áreas de estar y comedor separadas. 

Después de mediados de la década de 1950, las nuevas políticas de vivienda apuntaban a la construcción masiva de apartamentos individuales más grandes.

## Primeros intentos de planificación socialista de viviendas en ciudades de Europa Oriental
En el proceso de industrialización socialista, las instalaciones industriales se construyeron no solo cerca de ciudades existentes, sino también en áreas donde solo habían existido pequeñas comunidades rurales. En tales casos surgieron nuevos núcleos urbanizados, formados por las viviendas de los trabajadores, en las cercanías de las plantas industriales. Este es el caso de Nowa Huta (1949) en Polonia, Dunaújváros (1950) en Hungría y Oneşti (1952), en Rumania (más tarde rebautizada en honor a Gheorghe Gheorghiu-Dej).
Después de la Segunda Guerra Mundial, la construcción de represas se aceleró debido a la abundancia de nuevas tecnologías. Una vez finalizadas, se generaron grandes embalses que obligaron a la reubicación de las personas que vivían en las zonas que habían quedado cubiertas por las aguas. Esto llevó a la creación de nuevos núcleos urbanos. Además, muchas aldeas tradicionales ubicadas en las riberas fueron demolidas y sus habitantes reubicados. Por ejemplo en Rumania, la construcción de la presa Izvorul Muntelui sobre el río Bistrița requirió la reubicación de varios pueblos con una población de varios miles de personas.
Estas tendencias de los primeros años de la posguerra fueron solo una señal de lo que iba a suceder en las siguientes décadas, cuando las limitaciones de la reconstrucción post bélica se habían superado y el desarrollo se llevaba a cabo a una escala mucho mayor. De todos modos, los primeros proyectos destacaron la necesidad de planificación urbana en las nuevas localidades. Esto también incluyó el diseño de todo el sistema de infraestructura, como carreteras, suministro de agua y suministro de energía, y también estudios de impacto social, ya que en muchos casos el estilo de vida de la población se veía gravemente afectado. Por ejemplo, a menudo los agricultores cuyas tierras habían sido expropiadas y destinadas a algún desarrollo en particular, no obtendrían a cambio tierras de cultivo similares o alguna compensación.

## Desarrollo urbano entre los años 1960 y 1970
En las grandes ciudades, se habían construido pocas viviendas nuevas y las unidades existentes estaban superpobladas. Alrededor de 1960, la URSS cambió su política y comenzó un extenso programa de construcción de nuevos edificios de apartamentos. Esta tendencia fue seguida inmediatamente por todos los países comunistas de Europa del Este. El desarrollo de nuevos barrios con el fin de ampliar la capacidad de vivienda de las ciudades requirió un gran esfuerzo de planificación urbana. En la mayoría de las ciudades los nuevos edificios se construyeron en los suburbios, incorporando a la ciudad espacios no urbanizados. Además, en las ciudades en las que existían, los barrios marginales fueron objeto de reurbanización, con la construcción de unidades de vivienda modernas.
Si bien el diseño y la construcción efectivas de los edificios de apartamentos no forman parte del planeamiento urbano, en la planificación se determinó la altura y el tipo de los edificios, su densidad y otras características generales. Además, todo el desarrollo de la infraestructura tenía que ser planificado. Esto incluyó el sistema de transporte y las carreteras, el suministro de agua, el alcantarillado, el suministro de energía, los centros comerciales, las escuelas y toda otra infraestructura requerida. El control de las inundaciones también fue una preocupación en las ciudades ubicadas en áreas donde este problema era un riesgo potencial. La planificación también cubrió las zonas industriales donde se ubicarían las nuevas fábricas.
En algunas partes, la planificación urbana se debió abordar otros problemas, como los que surgían del desarrollo de nuevas infraestructuras, principalmente canales y vías de agua. La construcción de embalses en los grandes ríos en cercanías de las ciudades, creó nuevos espacios costeros que tuvieron que desarrollarse. Esto sucedió principalmente en la Unión Soviética, pero también en otros países. También se requirió planificación urbana en los distritos del centro, donde se construyeron nuevos edificios oficiales. Un ejemplo es el desarrollo del área de la sala de congresos adjunta al palacio real anterior, en el centro de Bucarest.
Si bien el esfuerzo principal de la planificación urbana se concentró en las áreas recientemente desarrolladas, también abarcó en parte a las antiguas ciudades, ya que muchas de las instalaciones de los nuevos desarrollos dependían a la infraestructura preexistente. Después de que se completaron los primeros desarrollos, se hizo evidente que las ciudades habían surgido al tener nuevos edificios en la periferia, rodeando a la antigua ciudad con sus viejos edificios deteriorados. Mientras tanto, en los países capitalistas, las empresas privadas construían en el centro de las ciudades, reemplazando edificios antiguos por nuevas estructuras y renovando o acondicionando las estructuras existentes. Este proceso de empresa privada era prácticamente inexistente en los países comunistas, donde el mantenimiento de las casas antiguas era deficiente. Por lo tanto, se hizo bastante visible en la URSS la diferencia entre las áreas centrales de las ciudades y los desarrollos urbanos externos.

## Planificación de localidades rurales
Una parte importante de los fundamentos del marxismo-leninismo en la Unión Soviética fue lograr estándares de vida (es decir, agua corriente caliente y fría, electricidad, acceso a la medicina y la educación, etc.) similares para los trabajadores de las ciudades y del campo. Pero a principios de la década de 1970 se hizo evidente que no se estaba logrando la evolución gradual hacia el objetivo de que tanto los trabajadores urbanos como los rurales disfrutaran de iguales condiciones de vida.
Aún más, los avances significativos en la calidad de vida de los pueblos del oeste europeo superaban con creces a los del este comunista, la mayoría de los cuales solo tenían electricidad. En consecuencia, la URSS consideró necesario promulgar una política para mejorar las vidas de los aldeanos, permitiéndoles desarrollar sus propios pueblos para que de este modo fueran equiparables a los pueblos del oeste.
En la Unión Soviética, esta política se implementó a través de la construcción sistemática de residencias urbanas, principalmente bloques de varios pisos de apartamentos "modernos", construidos con la idea de que estos edificios podían proporcionar un grado de comodidad que las viviendas campesinas más antiguas no podían ofrecer.
Como parte de este plan, las aldeas más pequeñas, —generalmente aquellas con menos de 1000 habitantes—, se consideraron "irracionales" o "ineficientes" y fueron objeto de medidas aplicadas con distintos grados de imposición. Las medidas más suaves consistieron en la reducción de los servicios, dando un aviso oportuno de la futura demolición, o se les solicitó a los trabajadores que abandonaran voluntariamente el lugar. Las medidas más drásticas consistieron en el desalojo forzoso e inmediato.

### Rumania
Con el tiempo, las demoliciones a gran escala y los enormes proyectos de reconstrucción de aldeas, pueblos y ciudades, en todo o en parte, comenzaron a tomar forma. Uno de los desarrollos más grandes y ambiciosos se inició en 1974 con el objetivo de convertir a Rumania en una «sociedad socialista desarrollada multilateralmente». El planeamiento urbano en Rumania comenzó tempranamente, cuando los rumanos desplazados de áreas rurales comenzaron a confluir en las ciudades. Con un territorio parecido a un «lienzo en blanco», la URSS esperaba crear cientos de centros industriales urbanos a través de la inversión en escuelas, centros de salud, viviendas e industria.
Aunque el plan de sistematización se extendía, en teoría, a todo el país, el trabajo inicial se centró en Moldavia. También afectó lugares como el propio pueblo natal de Ceauşescu, Scorniceşti, en el condado de Olt. Allí, la casa familiar de Ceauşescu era el único edificio antiguo que quedaba en pie. La fase inicial de sistematización se agotó en gran medida en 1980, momento en el cual solo alrededor del 10 % de las viviendas nuevas se estaba construyendo en áreas históricamente rurales.
Dada la falta de presupuesto, en muchas regiones la sistematización no se hizo efectiva como plan, bueno o malo, para el desarrollo. En cambio, constituyó una barrera contra el crecimiento regional orgánico. Los nuevos edificios debían tener al menos dos pisos de altura, por lo que los campesinos no podían construir casas pequeñas. Los patios se restringieron a 250 m² y las parcelas agrícolas privadas fueron prohibidas dentro de las aldeas. A pesar de los efectos negativos obvios de ese plan en la agricultura de subsistencia, después de 1981 las aldeas recibieron el mandato de ser autosuficientes en cuanto a la agricultura.

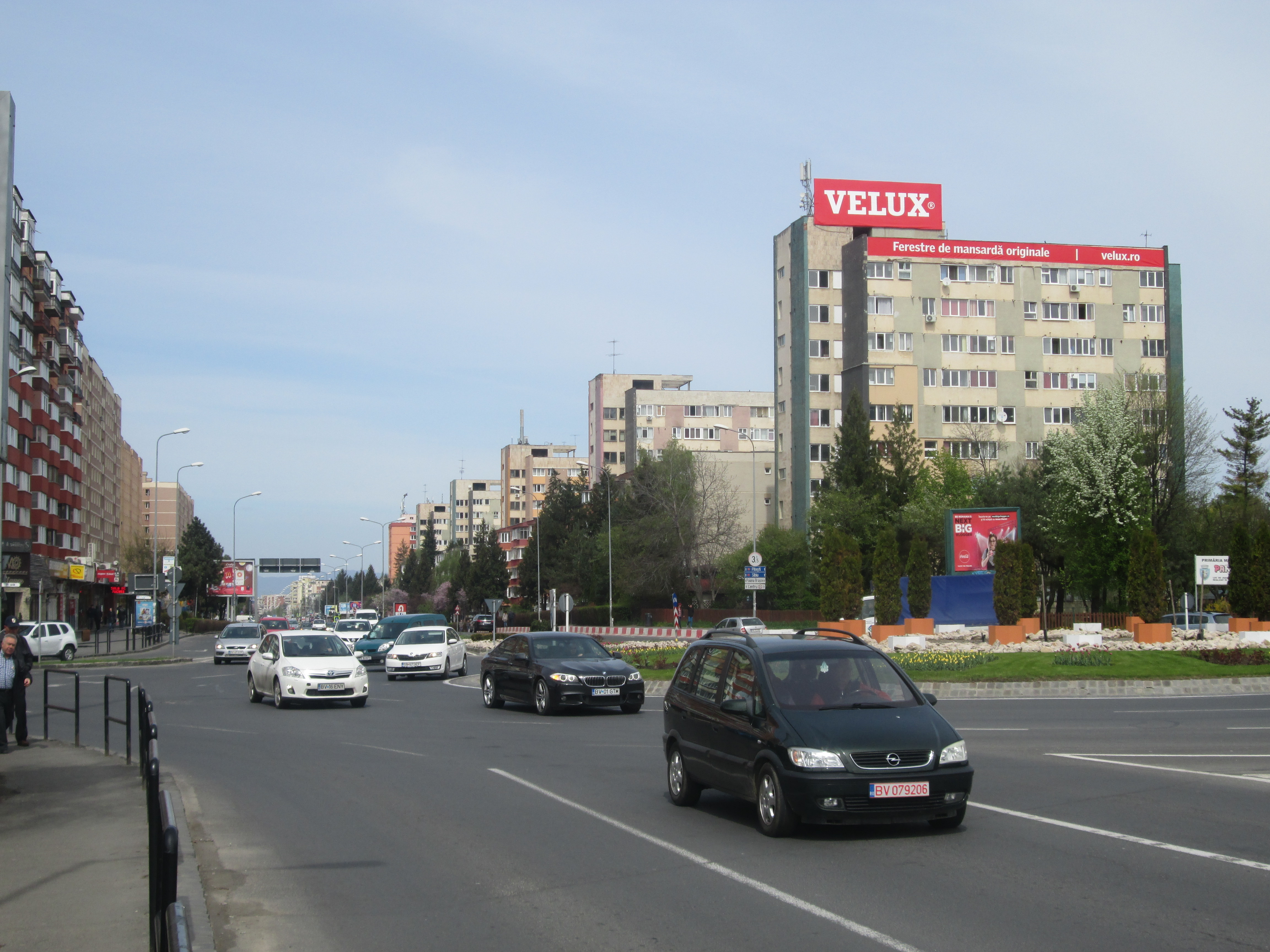
Bloques de departamentos en Brașov, Rumania. El área desarrollada en 1970 estaba destinada a los trabajadores de Roman.

A mediados de la década de 1980, el concepto de sistematización encontró una nueva vida, aplicada principalmente en el área de la capital de la nación, Bucarest. Los pueblos cercanos fueron demolidos, a menudo con el objetivo de desarrollar proyectos a gran escala, —como un canal de Bucarest al Danubio—, proyectos que luego fueron abandonados por el gobierno poscomunista de Rumania. Lo más impactante fue que se arrasaron ocho kilómetros cuadrados en el centro histórico de Bucarest. La campaña de demolición borró muchos monumentos, incluidos 3 monasterios, 20 iglesias, 3 sinagogas, 3 hospitales, 2 teatros y un conocido estadio deportivo art déco. Esto también implicó el desalojo de 40 000 personas con solo un día de aviso y su reubicación en nuevas casas, con el fin de generar el espacio para el grandioso Centru Civic y al inmenso Palacio del Parlamento Rumano, un edificio solo superado por el Pentágono en sus dimensiones.
La planificación urbana, especialmente la destrucción de iglesias y monasterios históricos, fue fuertemente cuestionada por varias naciones, especialmente Hungría y Alemania Occidental, cada una preocupada por sus minorías nacionales en Transilvania. A pesar de estas protestas, Ceauşescu conservó las relativamente buenas relaciones con los Estados Unidos y otras potencias occidentales casi hasta el final de su régimen, en gran medida debido a su línea política relativamente independiente a la Unión Soviética, que resultaba útil para la política de la Guerra Fría.

## Corea del Norte

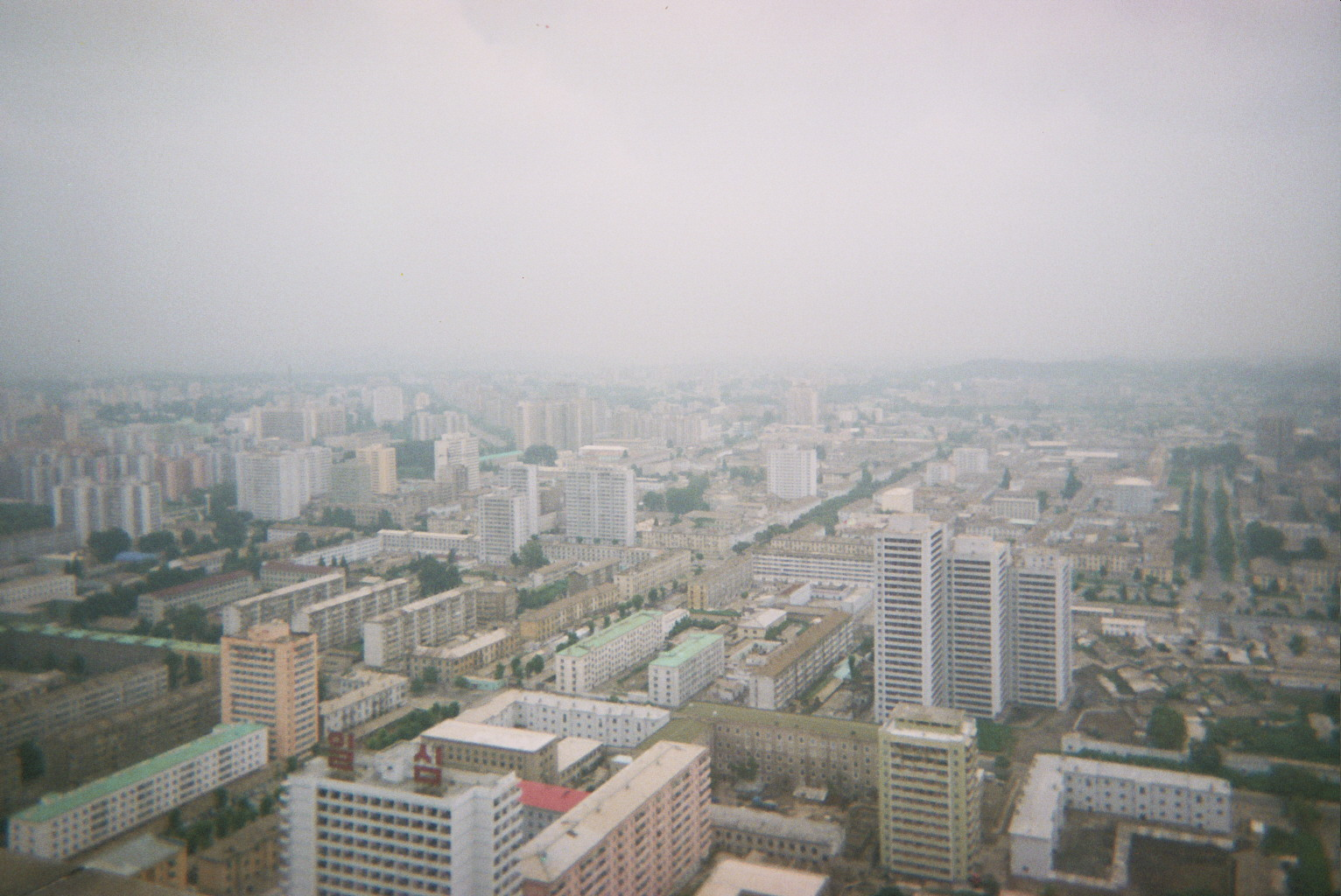
Vista de Pionyang, 2007.

La zona céntrica de la ciudad de Pionyang, capital de Corea del Norte, agrupa cientos de edificios de gran altura destinados a vivienda, así como vastos espacios públicos, generalmente construidos alrededor de monumentos colosales que representan ideologías juche o que están relacionados con Kim Jong-il.
Pocas personas en Pionyang poseen automóviles particulares, por lo que el transporte público es vital para la ciudad. Un sistema de metro de dos líneas brinda servicio a la ciudad, con una red de estaciones de elaborados diseños, muchas de ellas con techos altos y murales en sus paredes. El transporte urbano se completa con una amplia red de tranvías que abarca toda la ciudad.

## República Popular China
El desarrollo del planeamiento urbano en la República Popular China (PRC) muestra un único enfoque comunista con características chinas. Comenzó después de la toma de poder comunista a principios de la década de 1950. Mediante la implementación de nuevas políticas urbanas nacionales, los planificadores comunistas introdujeron la planificación urbana creando un sistema urbano con características chinas, a través de la aplicación centralizada de la planificación económica y la industrialización, especialmente en la industria pesada.

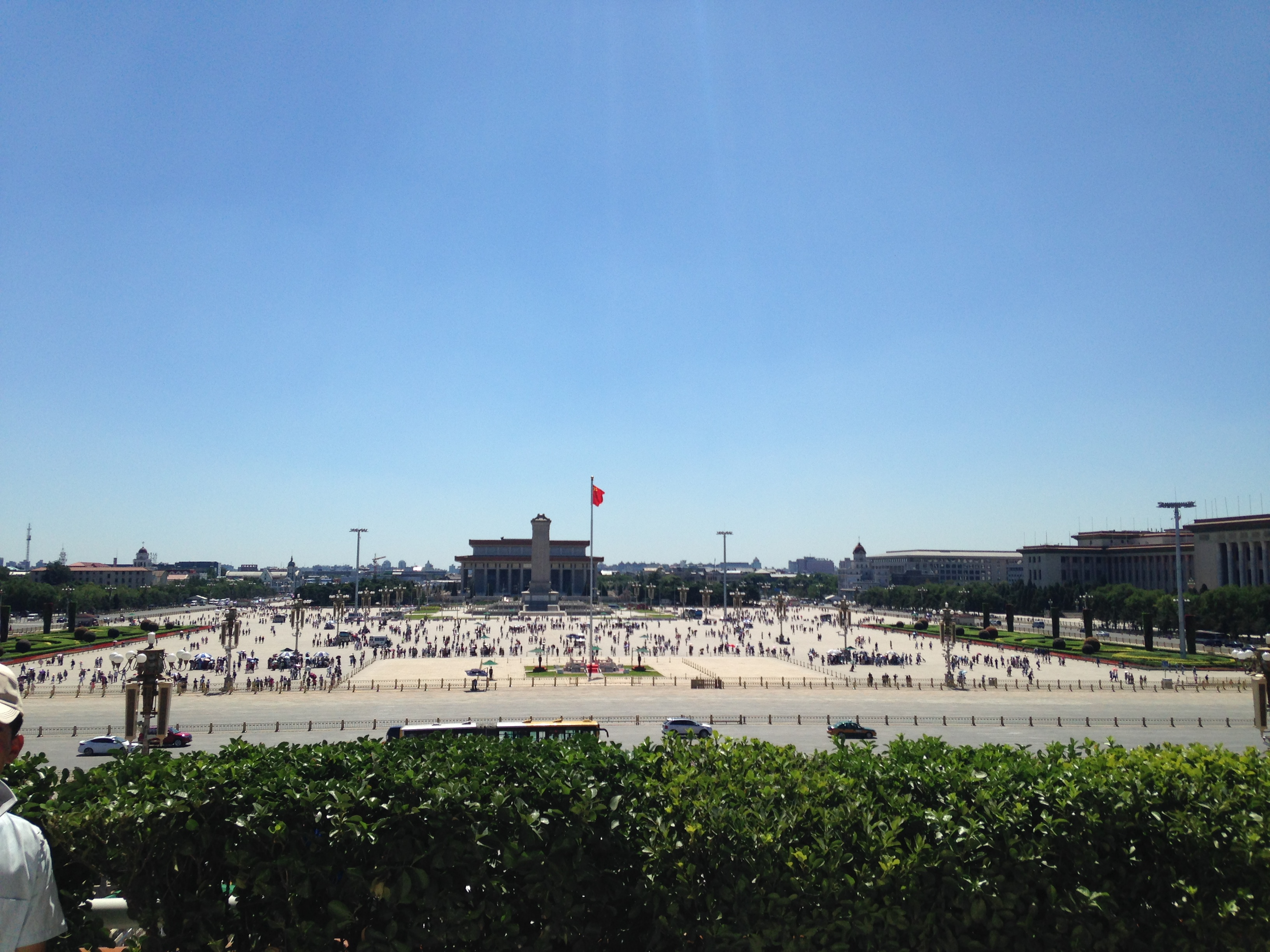
Plaza de Tiananmén, diseñada y construida en el marco del plan urbanístico de la capital de China.

Fase 1 (1949–60):
En septiembre de 1952, en una conferencia de desarrollo urbano se establecieron dos políticas significativas: "construcción de ciudades clave en coordinación con el programa nacional de desarrollo económico" y "establecimiento de una estructura de planificación urbana para fortalecer el desarrollo de la ciudad".
Estas políticas influyeron significativamente en la planificación urbana de China y al mismo tiempo estaban claramente determinadas por la dirección principal del estado: el desarrollo económico e industrial centralizado. Durante el Primer Plan Quinquenal (1953-58), la nación determinó desarrollar 156 proyectos nacionales estratégicos y 8 ciudades industriales clave.
En este período, se crearon grandes proyectos de desarrollo físico, como infraestructuras industriales, instalaciones comunitarias y viviendas para trabajadores, para dar respuesta a las necesidades y los objetivos nacionales. Todos estos proyectos se llevaron a cabo con la ayuda de expertos de la Unión Soviética, particularmente en el terreno del desarrollo económico y el diseño físico urbanos. La planificación urbana en ese momento se basaba en los principios de planificación soviéticos y en el modelo de la práctica de planificación soviética de la posguerra. La planificación comunista de estilo soviético se concentró en "modelos formalistas en calles y avenidas y gran diseño para edificios públicos y monumentos, vastas plazas públicas y el predominio de planes rectores".
El papel de los planificadores comunistas durante este período fue centrarse en la elección de localización de fábricas y plantas industriales, la disposición de las instalaciones de servicio, el diseño urbano de las ciudades industriales, la división funcional de las zonas urbanas y el desarrollo de distritos residenciales.
Hacia fines de 1959, existían 180 ciudades, 1400 localidades más pequeñas y más de 2000 asentamientos residenciales suburbanos que habían sido planificados con los conceptos del planeamiento urbano comunista.
Fase 2 (1961–76):
De 1960 a 1976, debido a los cambios políticos, el desarrollo de la planificación urbana en la China comunista sufrió graves problemas: las instituciones de planificación tuvieron que cesar, los planificadores fueron destinados a apoyar el desarrollo en las zonas rurales y los documentos de planificación fueron destruidos o descartados. Durante la etapa conocida como Gran Salto Adelante a principios de la década de 1960, el desarrollo planificado del socialismo utópico, que enfatizaba especialmente el desarrollo urbano a gran escala, se consideró superior a la planificación de estilo occidental.
De todos modos, debido a las severas limitaciones de la mano de obra y los recursos fiscales, la primera prioridad en la planificación urbana se asignó a los principios del socialismo utópico y en segundo lugar a las condiciones de vida de las personas. De este modo, relegando a un plano secundario la creación de servicios e instalaciones residenciales, hubo importantes desequilibrios sociales y físicos cuya resultante fue el desarrollo urbano.
Además, durante este período surgieron en China comunista algunos movimientos antiurbanos, un ejemplo típico es el Movimiento de la Comuna Popular. El propósito de establecer una comuna, vista como una subgrupo comunitario dentro de las ciudades, era derivar los valores industriales de las áreas urbanas a las rurales, con el objetivo final de que eventualmente se eliminase la brecha urbano-rural.
Fase 3 (1977–84):
En diciembre de 1978, una nueva era de reformas económicas y políticas había comenzado y avanzaba rápidamente. La principal preocupación de la planificación urbana en la China comunista giró hacia el reconocimiento de la función de las ciudades. En consecuencia, comenzó un esfuerzo efectivo a nivel nacional para restaurar los planes rectores urbanos. A fines de 1984, 241 ciudades y 1071 condados a lo ancho de todo el país completaron sus planes rectores.
Aunque estos planes rectores podrían no satisfacer técnicamente las necesidades del desarrollo urbano, al menos actuaron como directrices para desarrollar la construcción urbana de manera planificada y organizada. Además, durante este período se establecieron algunos conceptos de áreas mega metropolitanas o conglomerados urbanos.
Fase 4 (1985 al presente):
El urbanismo contemporáneo en China comunista experimenta una urbanización e industrialización rápidas y sin precedentes. El sistema de planificación urbana de China está basado en la actual Ley de Planificación Urbana y Rural de China y se articula en dos niveles: plan maestro y plan detallado.
Reseñando la historia del planeamiento urbano en China comunista, la norma de planificación contemporánea no trata simplemente de seguir una planificación de estilo soviético, ni tampoco de prohibir los puntos de vista occidentales avanzados sobre el desarrollo urbano. Es un desarrollo de planificación único con características chinas, que se enfrenta a circunstancias de importantes problemas urbanos crecientes, sin paralelo en otros países.